# Ivan Jukić
Ivan Jukić (Vitez, 21 giugno 1996) è un calciatore bosniaco con cittadinanza croata, centrocampista del Široki Brijeg.

## Statistiche

### Presenze e reti nei club
Statistiche aggiornate al 26 maggio 2021.
| Stagione        | Squadra         | Campionato      | Campionato | Campionato | Coppe nazionali | Coppe nazionali | Coppe nazionali | Coppe continentali | Coppe continentali | Coppe continentali | Altre coppe | Altre coppe | Altre coppe | Totale | Totale |
| Stagione        | Squadra         | Comp            | Pres       | Reti       | Comp            | Pres            | Reti            | Comp               | Pres               | Reti               | Comp        | Pres        | Reti        | Pres   | Reti   |
| --------------- | --------------- | --------------- | ---------- | ---------- | --------------- | --------------- | --------------- | ------------------ | ------------------ | ------------------ | ----------- | ----------- | ----------- | ------ | ------ |
| 2013–2014       | RNK Spalato     | 1. HNL          | 2          | 0          | CC              | 0               | 0               | -                  | -                  | -                  | -           | -           | -           | 2      | 0      |
| 2014–2015       | RNK Spalato     | 1. HNL          | 12         | 1          | CC              | 1               | 0               | -                  | -                  | -                  | -           | -           | -           | 13     | 1      |
| 2015–feb. 2016  | RNK Spalato     | 1. HNL          | 3          | 0          | CC              | 0               | 0               | -                  | -                  | -                  | -           | -           | -           | 3      | 0      |
| feb.-giu. 2016  | Imotski         | 2. HNL          | 12         | 2          | -               | -               | -               | -                  | -                  | -                  | -           | -           | -           | 12     | 2      |
| 2016–2017       | RNK Spalato     | 1. HNL          | 6          | 0          | CC              | 1               | 0               | -                  | -                  | -                  | -           | -           | -           | 7      | 0      |
| Totale          | Totale          | Totale          | 23         | 1          |                 | 2               | 0               |                    | -                  | -                  |             | -           | -           | 25     | 1      |
| 2017–2018       | Korona Kielce   | E               | 23         | 4          | CP              | 4               | 0               | -                  | -                  | -                  | -           | -           | -           | 27     | 4      |
| 2018–2019       | Korona Kielce   | E               | 21         | 3          | CP              | 1               | 0               | -                  | -                  | -                  | -           | -           | -           | 22     | 3      |
| 2019–2020       | Korona Kielce   | E               | 9          | 0          | CP              | 1               | 0               | -                  | -                  | -                  | -           | -           | -           | 10     | 0      |
| Totale          | Totale          | Totale          | 53         | 7          |                 | 6               | 0               |                    | -                  | -                  |             | -           | -           | 59     | 7      |
| 2019–2020       | Sarajevo        | PL              | 3          | 0          | CBiH            | -               | -               | -                  | -                  | -                  | -           | -           | -           | 3      | 0      |
| 2020–2021       | Sarajevo        | PL              | 24         | 2          | CBiH            | 2               | 0               | UCL                | 4                  | 0                  | -           | -           | -           | 30     | 2      |
| Totale          | Totale          | Totale          | 27         | 2          |                 | 3               | 0               |                    | 3                  | 0                  | -           | -           | -           | 33     | 2      |
| Totale carriera | Totale carriera | Totale carriera | 115        | 12         |                 | 11              | 0               |                    | 3                  | 0                  |             | -           | -           | 129    | 12     |

## Palmarès

### Club

#### Competizioni giovanili
- Juniorsko prvenstvo Hrvatske u nogometu: 1

RNK Spalato: 2014-2015

#### Competizioni nazionali
- Campionato bosniaco: 3

Sarajevo: 2019-2020
Zrinjski Mostar: 2021-2022, 2022-2023
- Coppa di Bosnia: 3

Sarajevo: 2020-2021
Zrinjski Mostar: 2022-2023, 2023-2024